# McCartney II
McCartney II — сольний альбом Пола Маккартні 1980 року, третій за рахунком після розпаду The Beatles і перший з часу заснування його гурту Wings. Записаний влітку 1979 і підготований до випуску у першій половині 1980 під час тимчасової ізоляції Маккартні на своїй фермі (після арешту в Токійському аеропорту). Як і дебютну платівку McCartney, цей альбом музикант записав один, самостійно зігравши на всіх інструментах. Особливою рисою альбому є те, що в записі як основні музичні інструменти використалися синтезатори і драм-машина, а також різноманітні звукові ефекти. Це зробило звучання досить експериментальним і «космічним». Диск містить і чимало інструменталів, як і McCartney. Після випуску McCartney II отримав змішані відгуки музичних критиків, але це не заважило йому піднестися до першого місця в чартах Великої Британії і третього в США.

## Список композицій
Усі пісні написано Полом Маккартні.
1. «Coming Up» — 3:53
2. «Temporary Secretary» — 3:14
3. «On The Way» — 3:38
4. «Waterfalls» — 4:42
5. «Nobody Knows» — 2:52
6. «Front Parlour» — 3:32
7. «Summer's Day Song» — 3:25
8. «Frozen Jap» — 3:40
9. «Bogey Music» — 3:27
10. «Darkroom» — 2:20
11. «One Of These Days» — 3:35

#### Додаткові композиції
Бонус-треки на CD перевиданні:
1. «Check My Machine» — 5:52
2. «Secret Friend» — 10:30 (CD bonus track)
3. «Goodnight Tonight» — 4:21 
  - З сингла Wings 1979 року.

### Альтернативна версія
Версія альбому, яка вийшла на буглегах. Містить композиції, що ніколи не були офіційно видані.
1. «Front Parlour» — 5:06 (альтернативний мікс)
2. «Frozen Jap» — 5:30 (альтернативний міск)
3. «All You Horse Riders» — 3:45
4. «Blue Sway» — 6:04
5. «Temporary Secretary» — 3:05
6. «On The Way» — 3:27
7. «Mr. H. Atom» — 2:10
8. «Summer's Day Song» — 3:16 (інструментальна версія)
9. «You Know I'll Get You Baby» — 3:45
10. «Bogey Wobble» — 3:14
11. «Darkroom» — 3:38
12. «One Of These Days» — 3:26
13. «Secret Friend» — 10:05
14. «Bogey Music» — 3:17
15. «Check My Machine» — 8:39 (альтернативний мікс)
16. «Waterfalls» — 4:29
17. «Nobody Knows» — 2:44
18. «Coming Up» — 5:26 (альтернативний мікс)